# Svatý Matouš Evangelista (Mistr Theodorik)
Svatý Matouš Evangelista tvořil na oltářní stěně v kapli sv. Kříže téměř symetrický protějšek obrazu Sv. Lukáše. Jedná se o výjimečně kvalitní malbu Mistra Theodorika. Obraz je vystaven ve sbírce středověkého umění Národní galerie v Praze.

## Popis a zařazení
Olejová tempera na bukové desce 114,8 x 92,8 cm. V dolní části rámu se zachoval oválný relikviářový otvor. Ornamentální zdobení pozadí a rámu pastiglií se dobře zachovalo v levé a horní části, jinde je značně poškozeno.
Barevnost a téměř zrcadlově shodná kompozice připomíná Theodorikův obraz sv. Lukáše. V obličejové části, detailně prokreslené jemnými tahy štětce, malba sleduje podkresbu. Inkarnát je podán teplejšími tóny, vlasy jsou hnědé a plnovous není prošedivělý. Polopostava anděla, vystupujícího z modrého oblaku a sdělujícího Matoušovi slova Evangelia, je v kontrastních barvách bílé, červené a zlaté, stejně jako kniha v Matoušových rukách.
Jak je patrné ze snímků pořízených infračervenou reflektografií, k nejvýraznějším změnám kompozice během malby došlo v případě knihy, která je jen pootevřena a také v následném postavení rukou. Pojednání drapérie muselo být proto upraveno. Zatímco u pravé ruky sv. Matouše je systém záhybů téměř shodný s obrazem sv. Lukáše, na levé ruce je drapérie přehozena přes ohnuté předloktí a splývá v trubicovém záhybu. Změnu způsobilo postavení levé ruky, která je v opačné pozici než u sv. Lukáše a palec s ukazováčkem se spojují aby držely křížek. Křížek se nezachoval, stejně jako jiné zlacené ozdoby Theodorikových obrazů. Prsty jsou modelovány šerosvitným stínováním, ale detaily jsou méně propracované než u sv. Lukáše.
Změnu kompozice si vyžádala potřeba individualizovat každou ze 130 figur zobrazených v kapli sv. Kříže. Předobrazem mohl být pro Theodorika cyklus nástěnných maleb s portréty panovníků a jejich pomyslných předků až k praotci Noe, kterými vyzdobil stěny císařského paláce tzv. Mistr Lucemburského rodokmene. Jejich portréty se na původním místě nezachovaly, ale jsou doloženy v písemných zprávách a knižních iluminacích tzv. Heidelberského kodexu. Samotná typika širokých a měkce modelovaných tváří s bohatým plnovousem, která je pro Theodorika charakteristická, je patrně rovněž zprostředkována Mistrem Lucemburského rodokmene, který přišel do Čech krátce po roce 1355 z Francie. Vyskytuje se rovněž ve francouzské knižní malbě ve 2. pol. 50. let 14. století (Mistr Bible Jeana de Sy).
Jak uvádí Pešina, všechny obrazy Mistra Theodorika v kapli sv. Kříže na Karlštejně musely být dokončeny před jejím druhým vysvěcením. Tím je také určeno časové rozmezí vzniku obrazů od přelomu let 1359/1360, kdy se ještě zvažovala výzdoba kaple nástěnnou malbou, jak potvrzují kresebné skici, které se zachovaly na několika místech omítek. do vysvěcení kaple roku 1365.
Velmi známou se stala fotografie Pavla Štechy, na níž Václav Havel naslouchá Theodorikovu sv. Matoušovi.

### Sv. Matouš v dílech malířů a sochařů
Svatý Matouš byl výběrčím daní a působil jako misionář v Judeji, Persii a Etiopii. Je často zobrazován spolu s andělem při psaní Evangelia, jak je povolán k apoštolátu, někdy přímo vstává před Ježíšem, případně apoštoly Petrem a Ondřejem od stolu s penězi. Matoušovo evangelium je považováno za nejpopisnější. Je v něm uvedeno mnoho zajímavých detailů a tak slouží jako častý zdroj pro umělecká díla s křesťanskou tematikou.

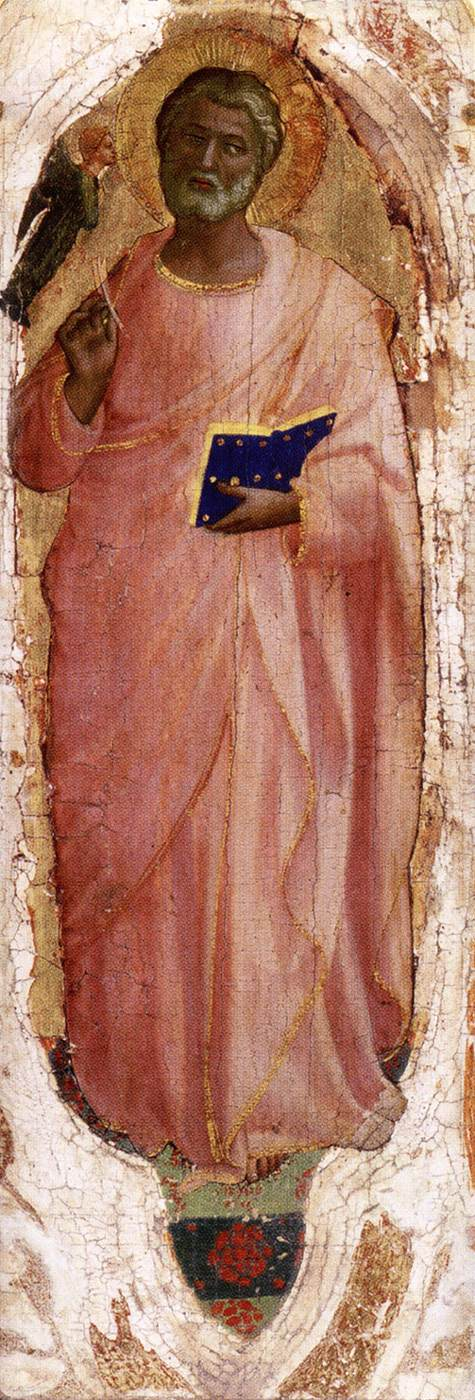
Sv. Matouš, Fra Angelico (1424)
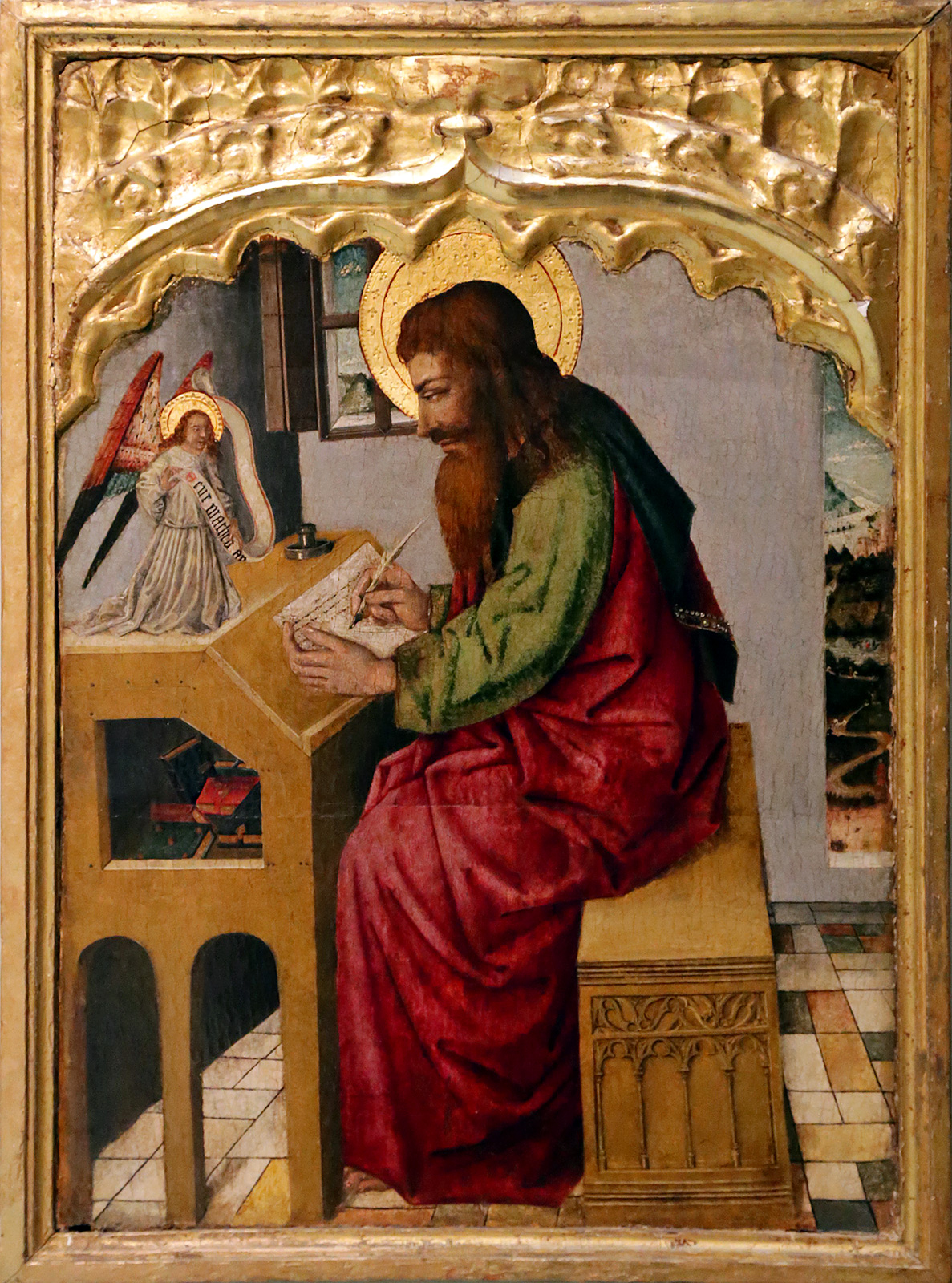
Sv. Matouš, Juan Rexach (15. stol.)
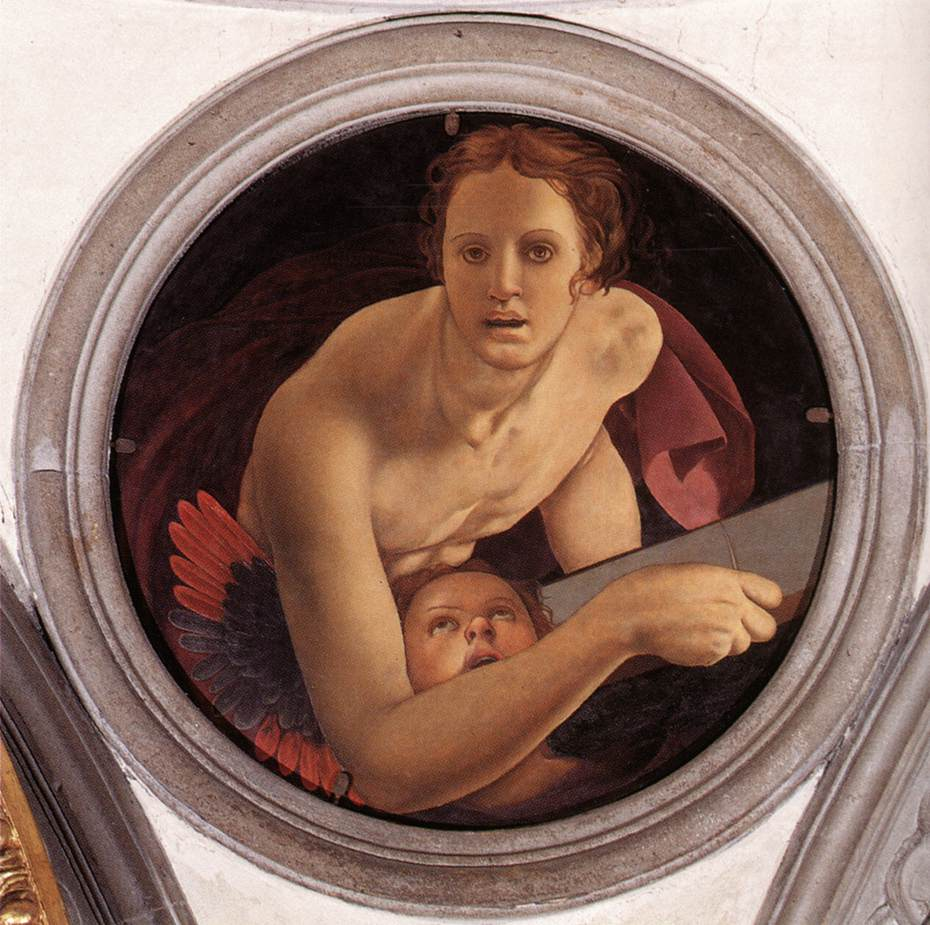
Sv. Matouš, Angelo Bronzino (1525)
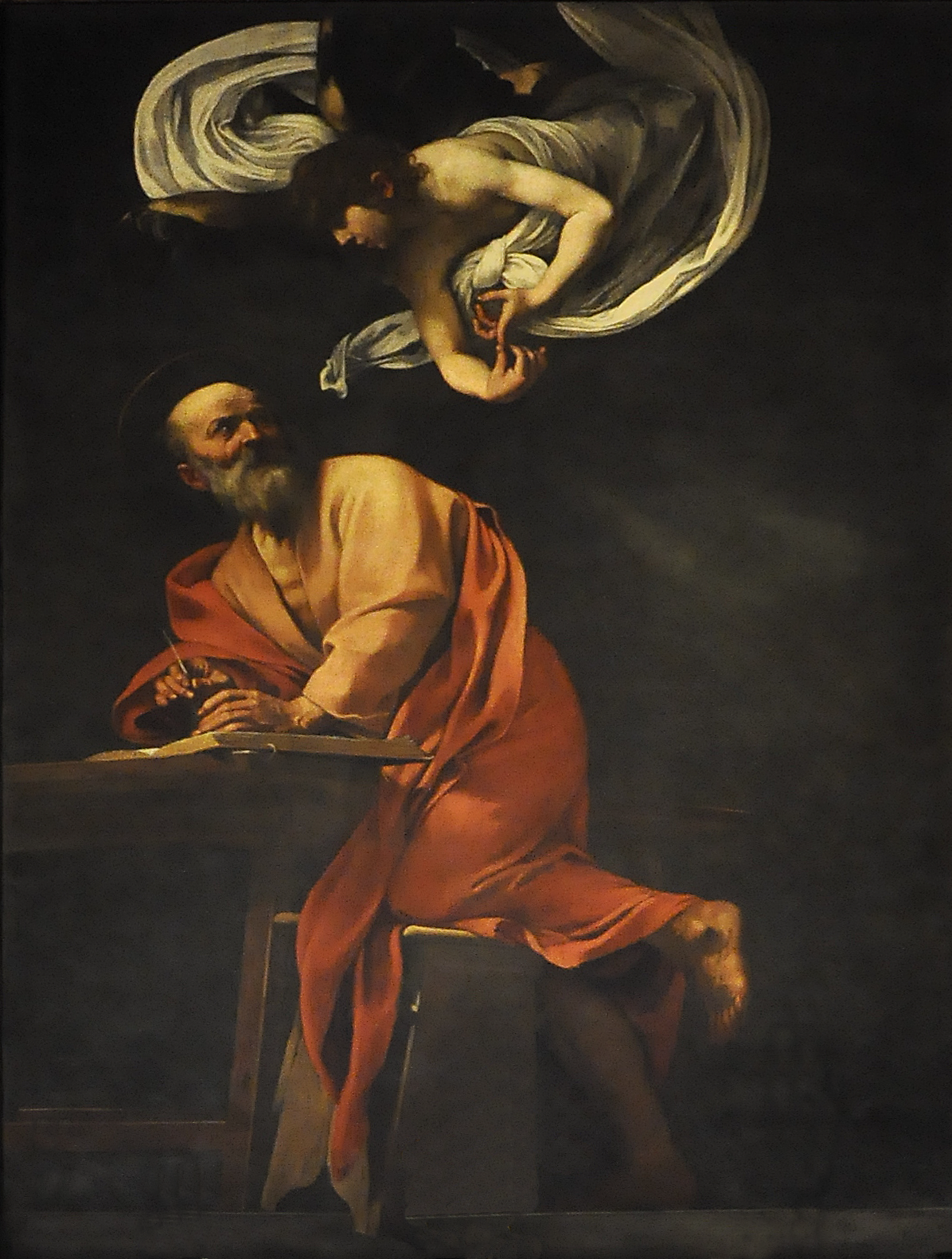
Sv. Matouš, Caravaggio (cca 1600)
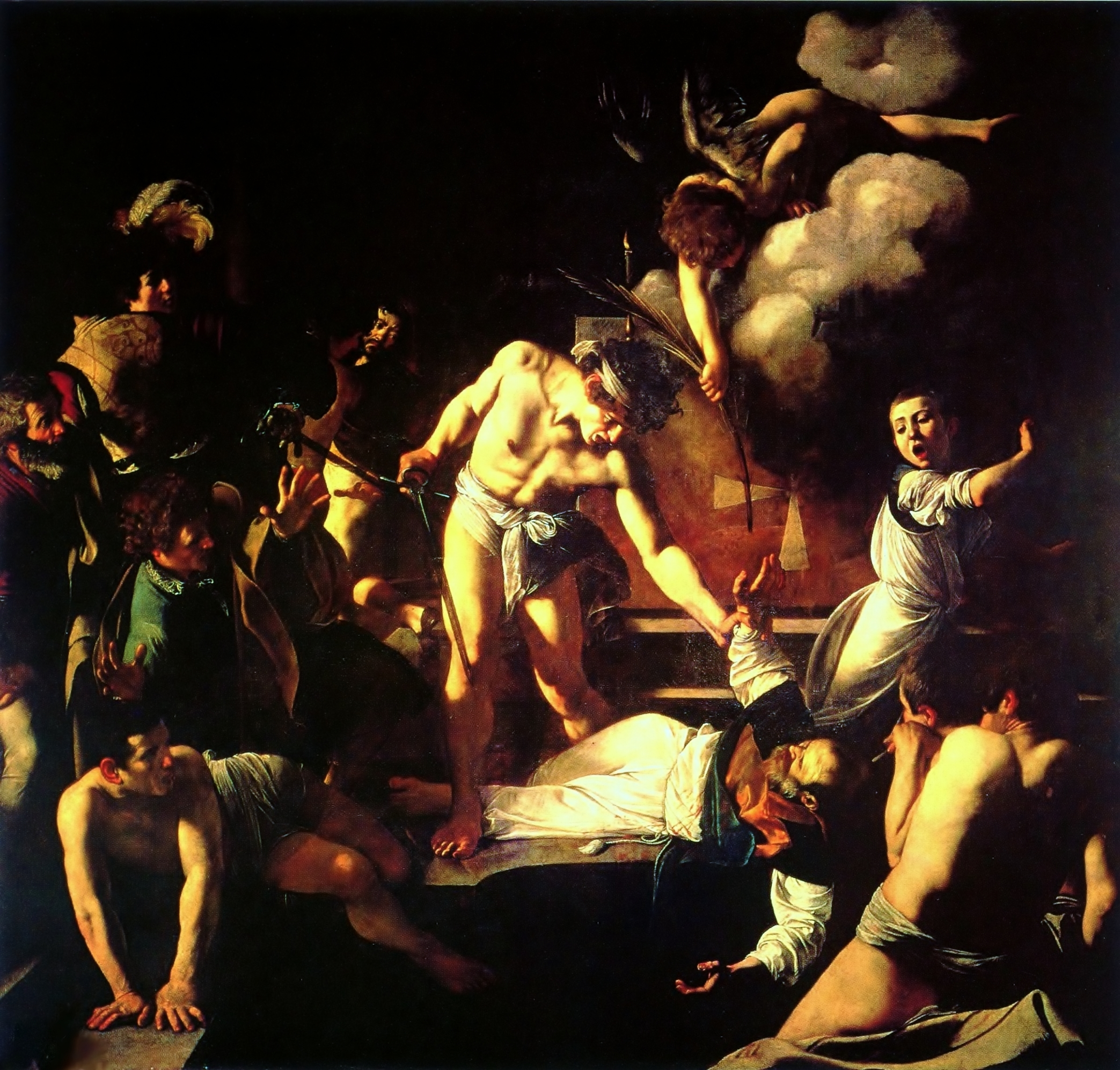
Martyrium sv. Matouše, Caravaggio (1600)
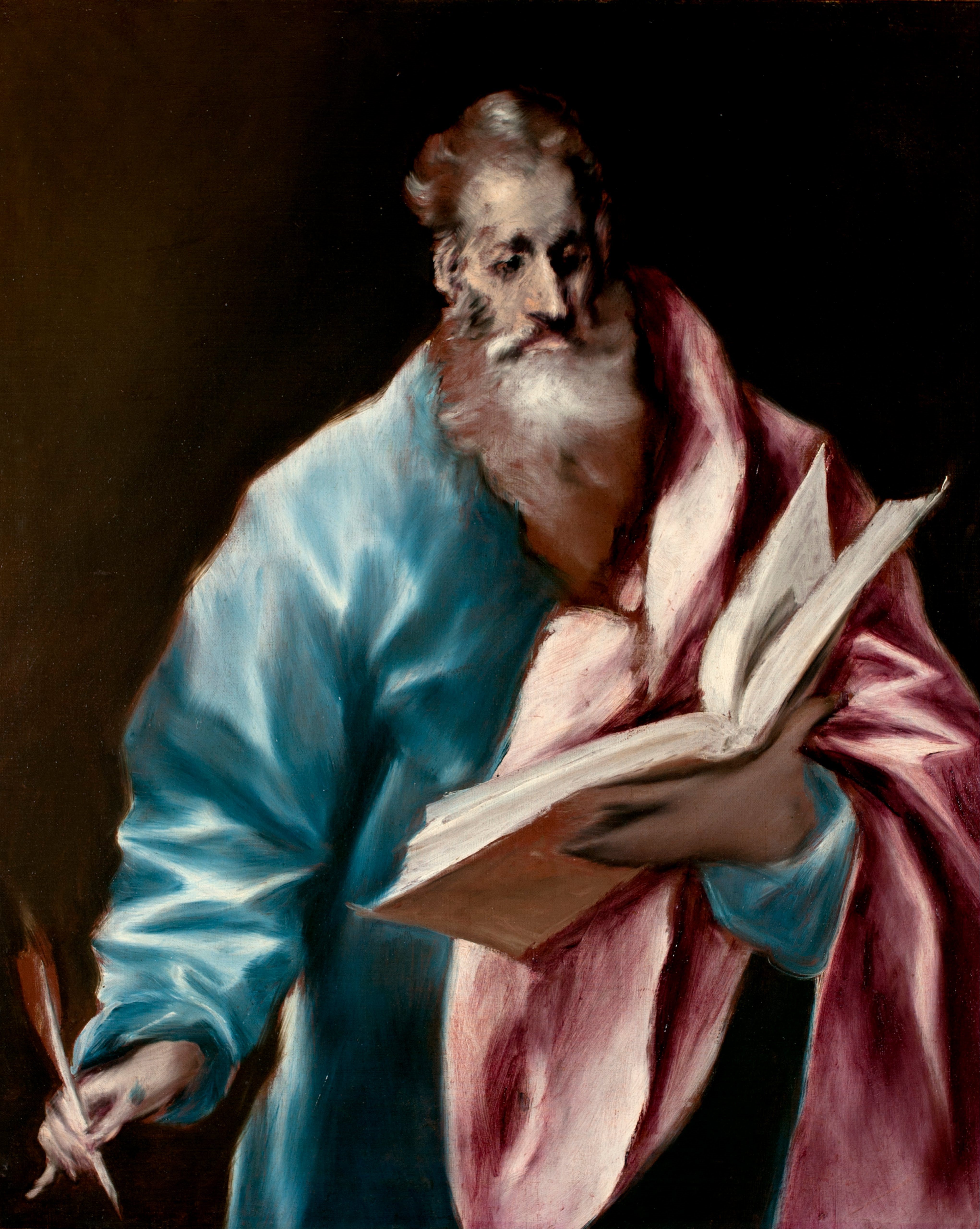
Sv. Matouš, El Greco (1614), Google Art Project
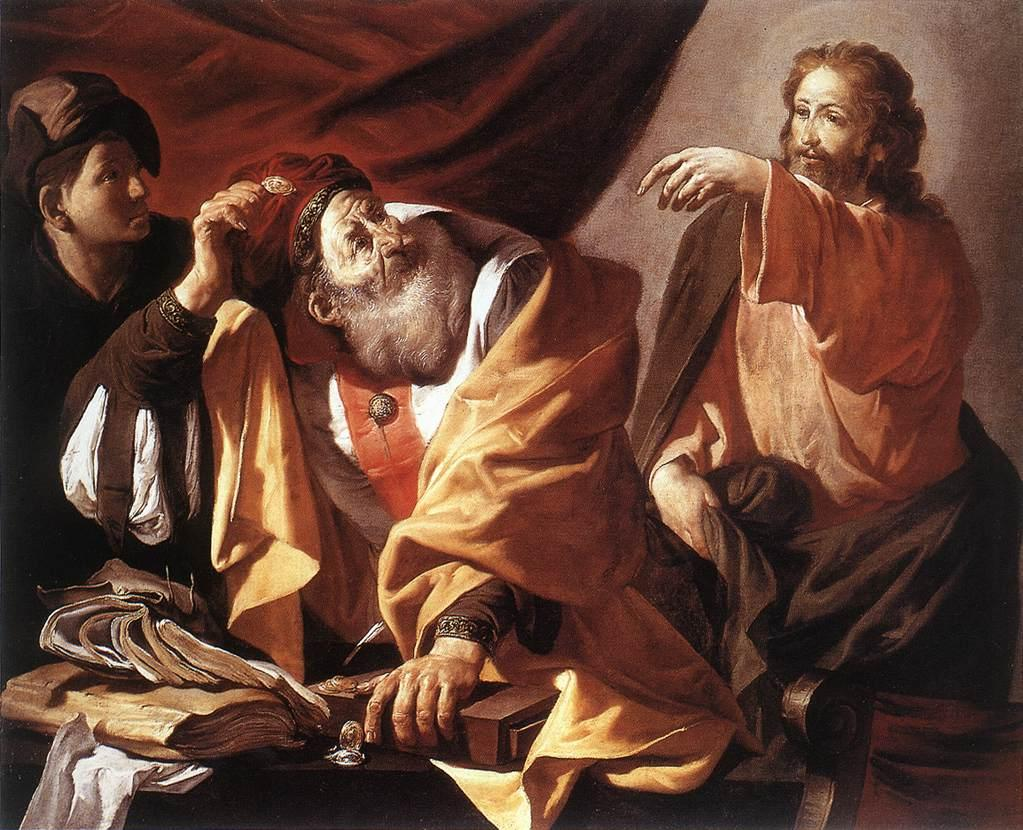
Povolání sv. Matouše, Hendrick ter Brugghen (1616)
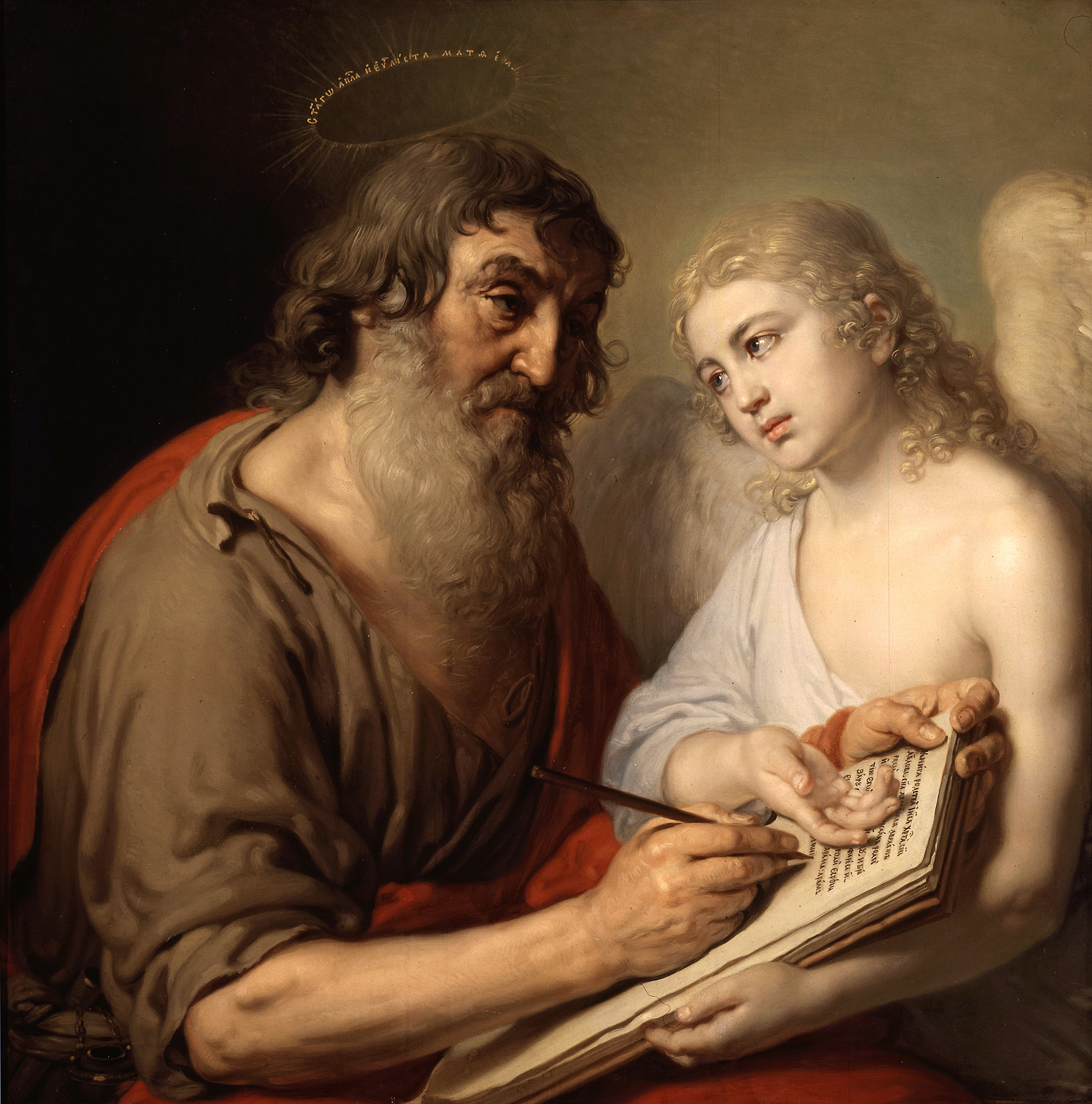
Sv. Matouš, Vladimir Borovikovsky (1809)
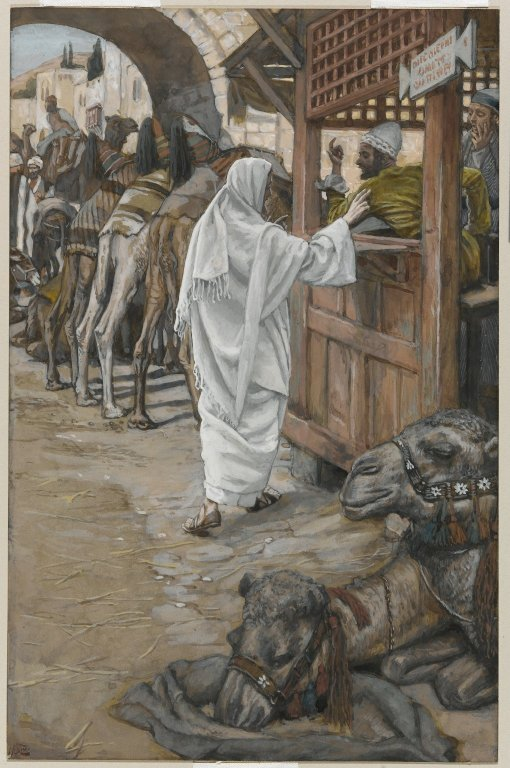
Povolání sv. Matouše, James Tissot (1890)
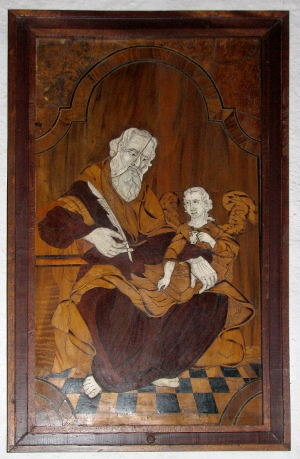
Sv. Matouš (intarzie), Ladenburg-St-Gallus-Kirche
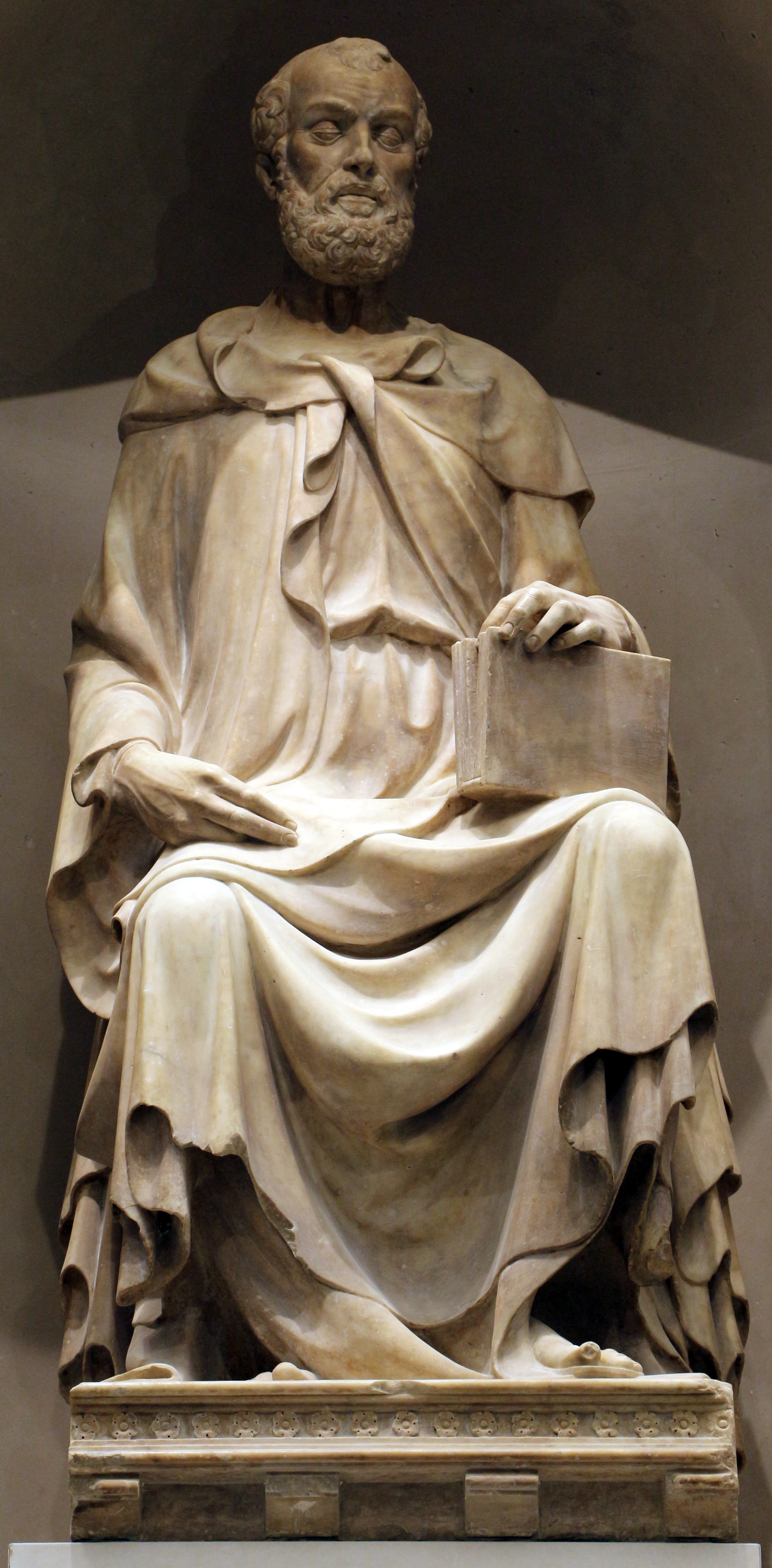
Sv. Matouš (1410), Bernardo Ciuffagni, Florencie
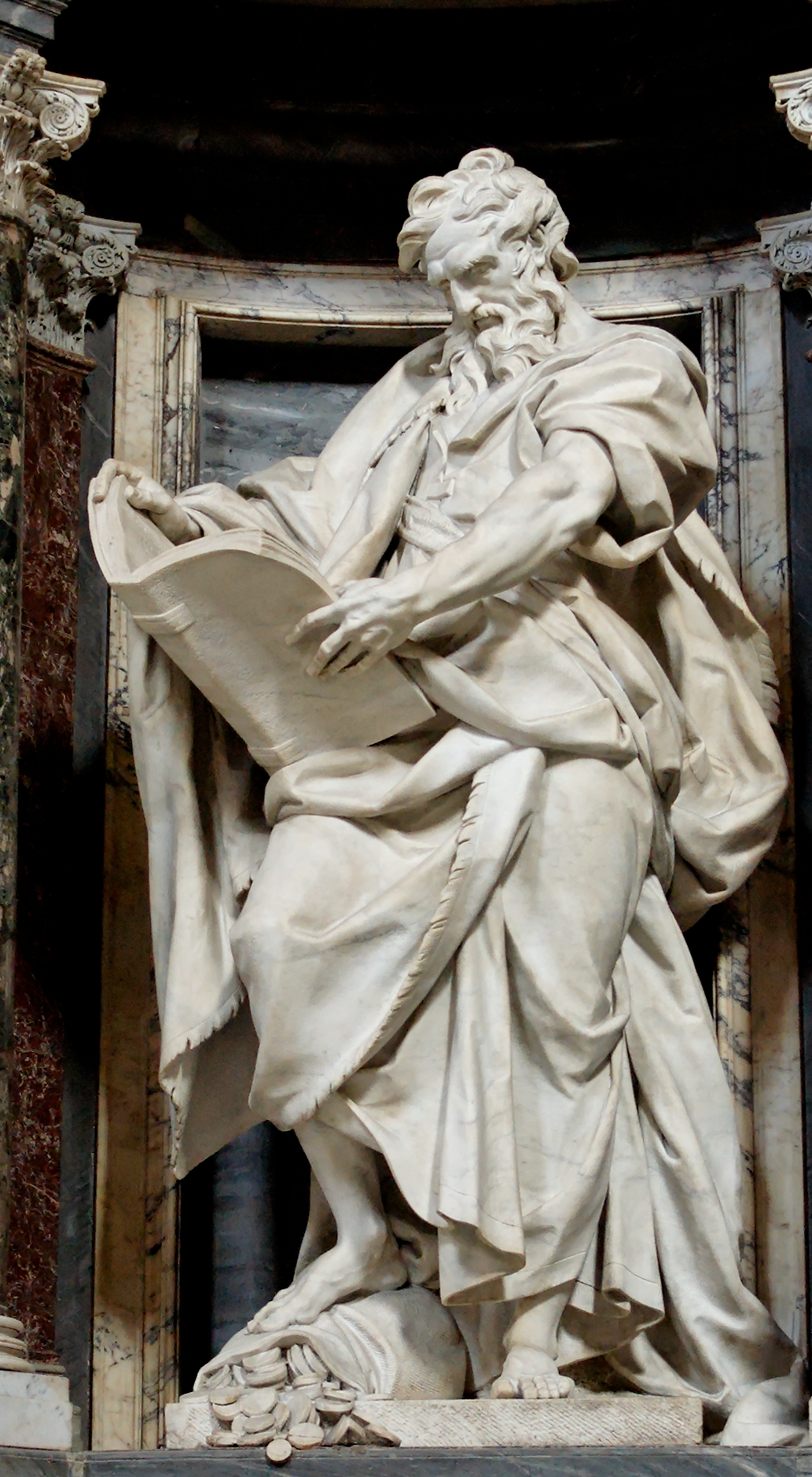
Sv. Matouš, basilika San Giovanni in Laterano, Řím
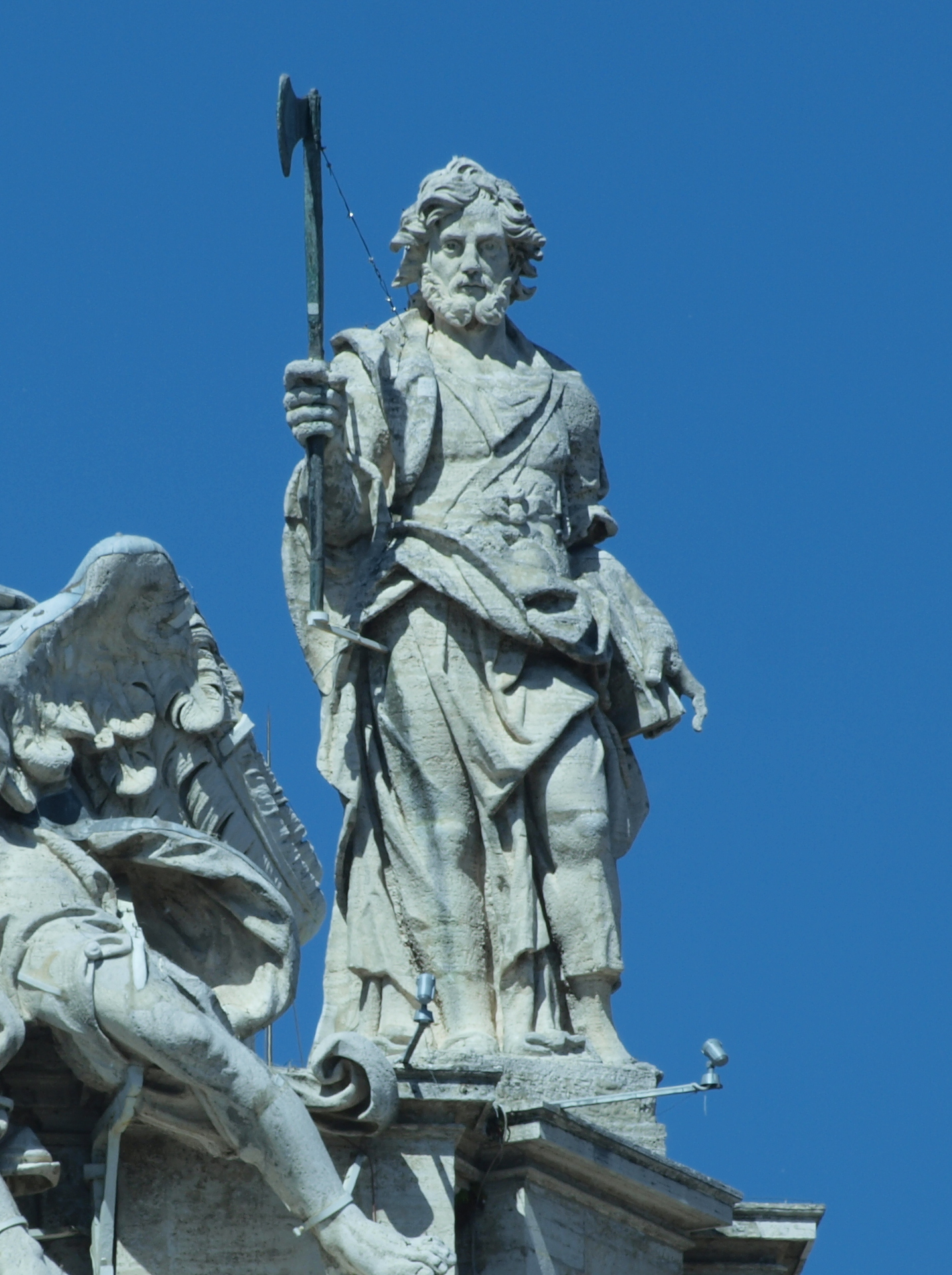
Sv. Matouš, fasáda Baziliky sv. Petra, Řím
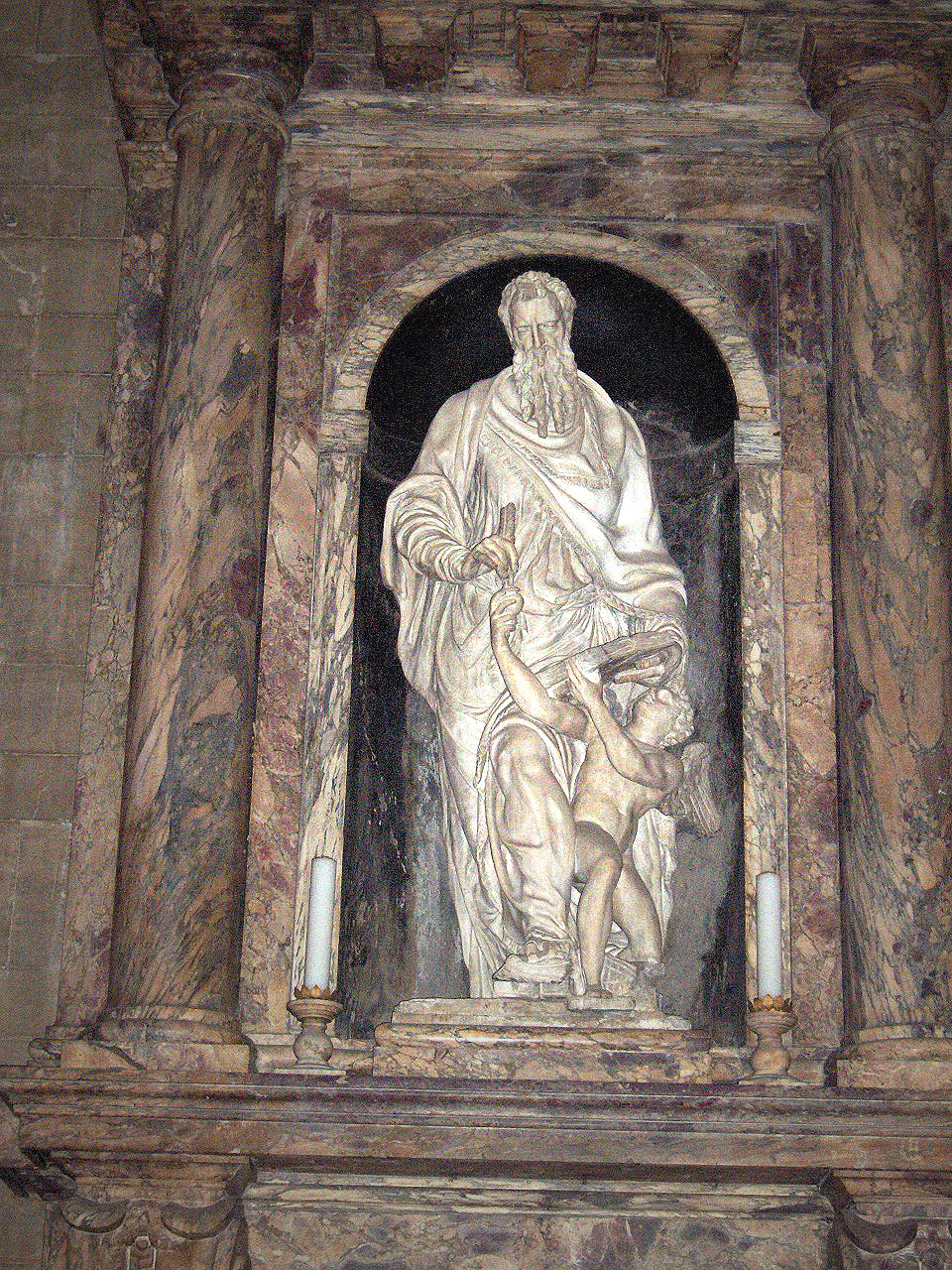
Sv. Matouš, Santa Maria del Fiore, Florencie
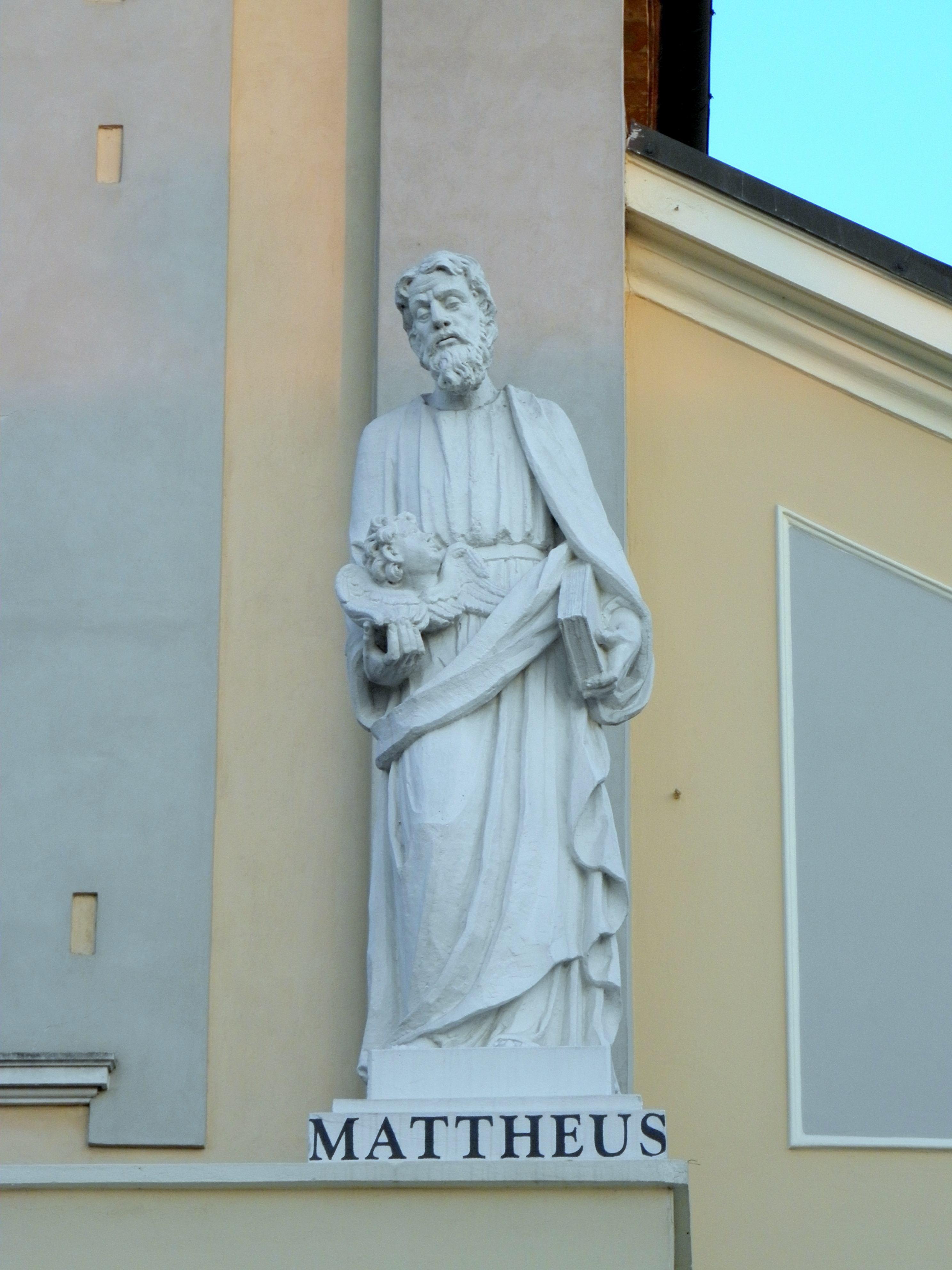
Sv. Matouš, Santi Pietro e Paolo, Copparo